# Dispositivo de extricación Kendrick
El dispositivo de extracción Kendrick (DEK) es un dispositivo usado en la extracción de víctimas atrapadas en accidentes vehiculares. El DEK es usado generalmente en lesionados estables; los lesionados inestables son extraídos con técnicas de extricación rápidas sin aplicar el DEK.
Los DEK son usados en conjunción de collarines cervicales para ayudar a inmovilizar la cabeza, cuello y la columna del lesionado en la posición anatómica normal (posición neutral). Esta posición ayuda a prevenir lesiones adicionales en estas regiones durante la extricación del vehículo.
Los DEK envuelven la cabeza, espalda, hombros y torso en una posición semirrígida, inmovilizando el cuello y la espina. Típicamente hay dos correas para la cabeza, tres para el torso y dos para las piernas que son usadas para asegurar al lesionado al DEK. A diferencia de una tabla rígida, el DEK usa una serie de barras de madera o de polímetro dentro de un chaleco de nailon permitiendo a los socorristas inmovilizar la columna y cuello del lesionado y extraerlo del vehículo o espacio confinado. El DEK se puede utilizar también para inmovilizar completamente un paciente pediátrico.
Una vez el DEK es deslizado detrás del lesionado, una regla mnemotécnica en inglés es utilizada frecuentemente para asegurarse que las correas están ajustadas en un orden específico.
“My Baby Looks Hot Tonight” o “Mi bebe luce Hermoso ‘Tonight’”  
Recuerda el orden de 
“Middle, Bottom, Legs, Head, Top”  o “Mitad, Bajo, Piernas, Cabeza, Arriba”
- Cambio de estándar en 2009: Arriba, Medio, Bajo, Piernas, Cabeza

Las correas del DEK están codificadas por colores en este orden; verde para la correa superior, amarillo para la correa de la mitad, rojo para la correa de bajo y negra para la correa de las piernas.

## Inmovilización de la cabeza
El equipo para la cabeza puede llevar la mano demasiado adelante para que paneles laterales puedan inmovilizarla completamente. Debe tenerse cuidado en asegurar la cabeza apropiadamente para mantener cierta inmovilización espinal. Si la cabeza está demasiado adelante se puede hacer tracción hasta llevarla en contacto con el DEK a menos que se escuche alguna crepitación, haya dolor o resistencia por parte del lesionado. Si se necesita realizar la maniobra de RCP se debe inmovilizar la cabeza en la posición en que se encontró.
El sistema de inmovilización de la cabeza es necesario para mover o transportar los enfermos que pueden tener un trauma cráneo-cervical. Todos los esfuerzos aplicados a la cabeza están absorbidos en partes por las articulaciones del trato cervical y por la estructura craneal. Para limitar la disipación de energía cinética sobre estas estructuras es necesario aplicar el principio fundamental de la inmovilización: transformar las masas de las articulaciones del enfermo en una única masa. El sistema sujeta-cabeza es un sistema que trabaja sobre las estructuras del cráneo y aprovecha la acción del collarín cervical, inmovilizando, con diferentes grados de elasticidad según los modelos, la cabeza del enfermo. Sujeta-cabeza y collarín cervical son partes de un sistema que incluye: tablero espinal, cinturones de sujeción, sujeta-piernas y otros elementos accesorios. Es necesario que todo el cuerpo esté sujetado con el mismo grado de elasticidad a los soportes para evitar compresiones sobre la columna espinal o sobre las estructuras dañadas.
- Datos: Q5808551